# Dio van Alexandrië
Dio van Alexandrië (Grieks: Δίων) was een filosoof uit de school van het Platonisme. Hij was een goede vriend van Antiochus van Ascalon. Hij werd door zijn volk als ambassadeur gestuurd naar Rome om daar te klagen over hun koning Ptolemaeus XII Neos Dionysos. Toen hij in Rome aankwam werd hij vergiftigd door de geheime agenten van de koning. De grootste verdachte in de zaak was Marcus Caelius Rufus.